# Tropenklinik Paul-Lechler-Krankenhaus

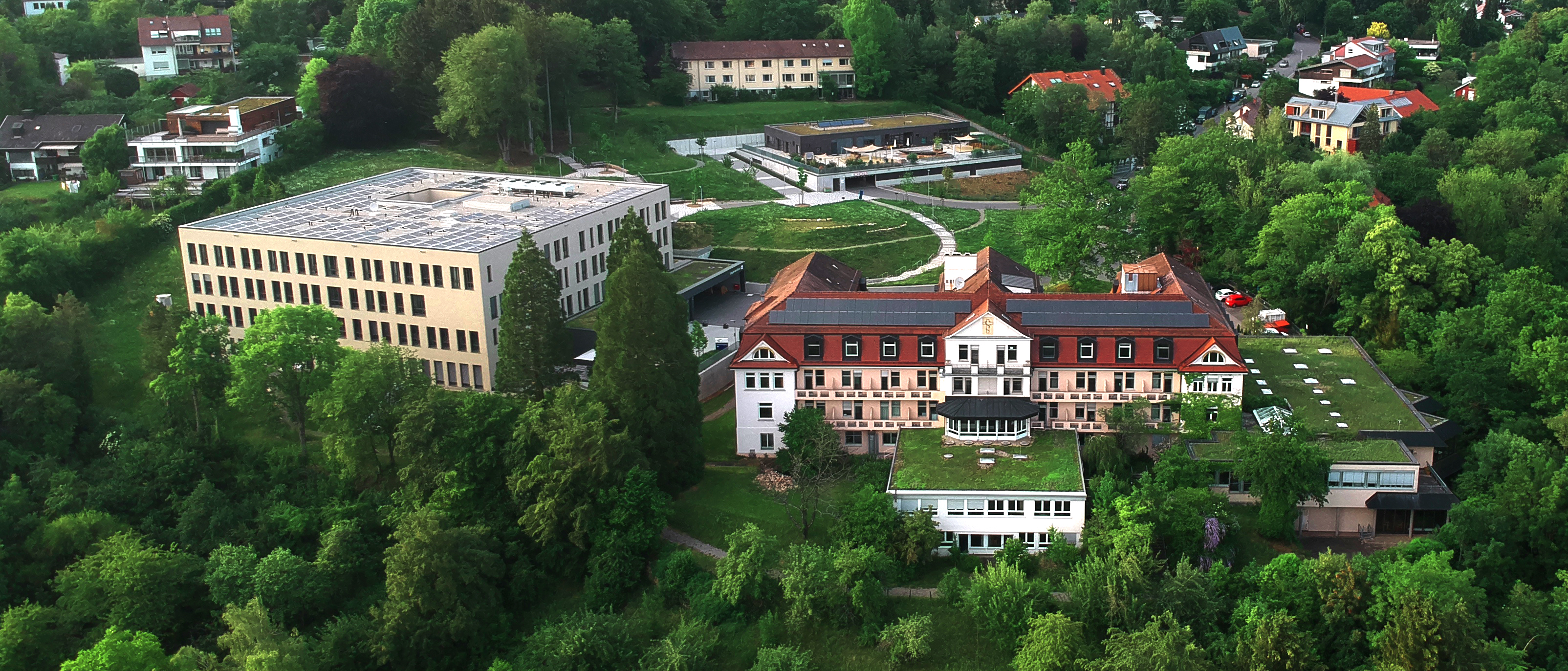
Tropenklinik in Tübingen

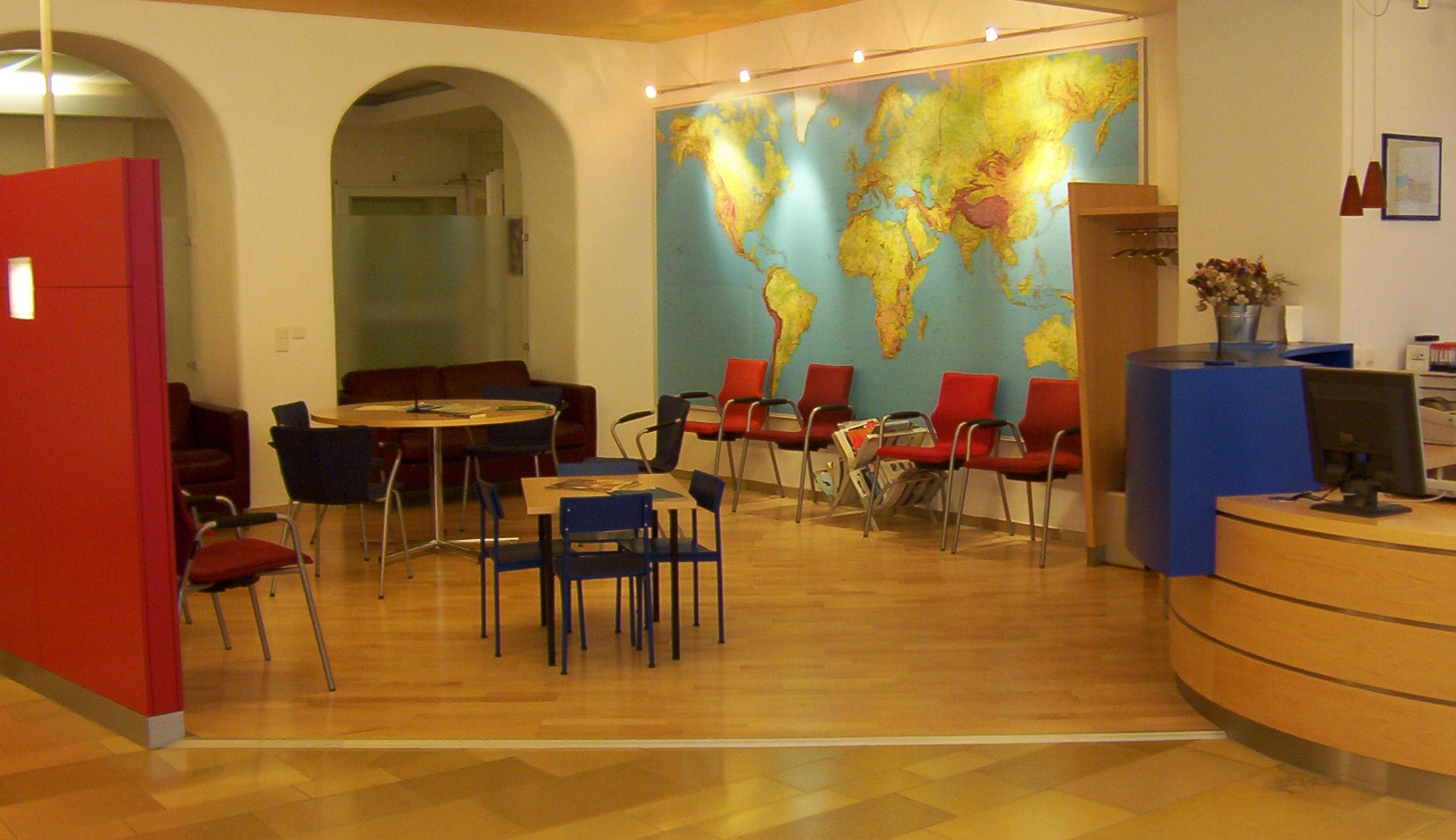
Tropen- und reisemedizinische Ambulanz

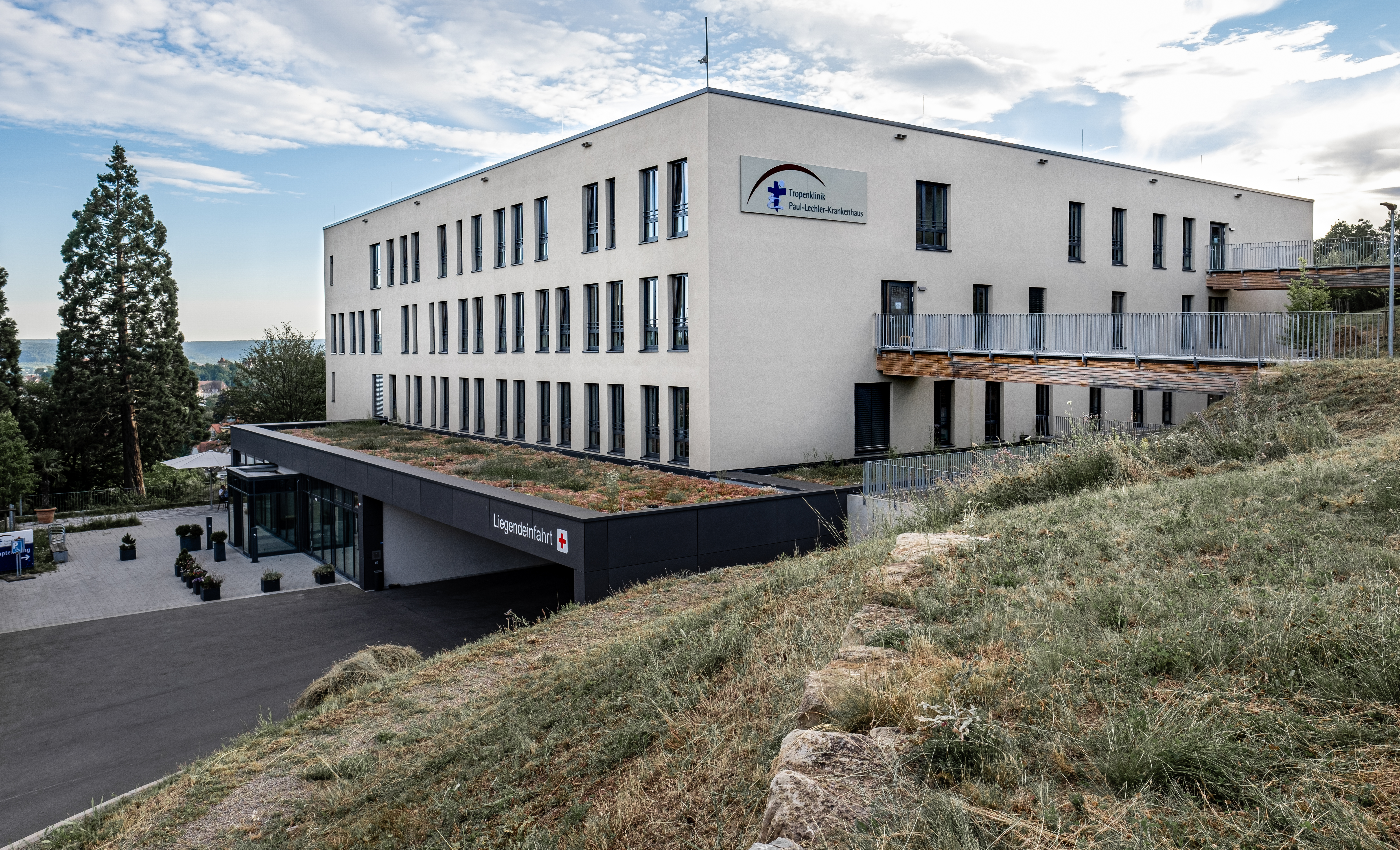
Neubau des Krankenhauses

Die Tropenklinik Paul-Lechler-Krankenhaus gGmbH in Tübingen wurde 1916 als Tropengenesungsheim gegründet. Der Name geht zurück auf den Stuttgarter Unternehmer Paul Lechler (1849–1925), durch dessen Engagement 1906 das Deutsche Institut für Ärztliche Mission (Difäm) ins Leben gerufen wurde, das der Träger des Krankenhauses ist. 

## Ziele und Aufgaben
Das Anliegen des Tropengenesungsheims war, die medizinische Versorgung in wirtschaftlich armen Ländern zu verbessern. Dort wurden damals Ärzte, Pflegekräfte, Hebammen und Theologen verschiedener Missionsgesellschaften auf ihren Auslandsaufenthalt vorbereitet und in der Tropenmedizin ausgebildet. Tropenrückkehrer konnten im Krankheitsfall qualifiziert behandelt werden.
Neben dem Bernhard-Nocht-Institut für Tropenmedizin in Hamburg war das Tropengenesungsheim in dieser Zeit die bedeutendste Fachklinik für Tropenmedizin in Deutschland.
Heute verfügt die Tropenklinik Paul-Lechler-Krankenhaus über eine der größten tropen- und reisemedizinischen Ambulanzen Deutschlands. Dort steht die Diagnostik und Behandlung von Tropen- und Infektionskrankheiten sowie die reisemedizinische Beratung und Impfsprechstunde im Vordergrund.

Seit den 1950er Jahren besteht zusätzlich ein Versorgungsauftrag für internistische Patienten aus dem Raum Tübingen. 

Inzwischen hat sich das 90-Betten-Krankenhaus neben der Tropenmedizin zu einem Zentrum für Geriatrie (Altersmedizin) spezialisiert. Ein weiterer Schwerpunkt ist die Palliativmedizin. Für das Universitätsklinikum Tübingen und die Tropenklinik Paul-Lechler-Krankenhaus stehen unter dessen Trägerschaft 10 Betten auf einer Palliativstation zur Verfügung. Über 200 Mitarbeiter behandeln jährlich über 2600 stationäre Fälle.
Vor dem Hintergrund der diakonischen Trägerschaft ist die christliche Ethik und ein ganzheitlich orientierter Therapieansatz Leitbild für die Behandlung der überwiegend internistisch akutkranken älteren Patienten.
Die Tropenklinik Paul-Lechler-Krankenhaus ist Träger des Tübinger Projekts häusliche Betreuung Schwerkranker, einem spezialisierten Palliativdienst zur ambulanten Betreuung schwerkranker und sterbender Menschen – meist Tumorpatienten. Mit Unterstützung durch die Robert-Bosch-Stiftung und den Krebsverband Baden-Württemberg startete dieses Modellprojekt 1991. Inzwischen ist das Tübinger Projekt bundesweit der dienstälteste ambulante Palliativdienst.

## Geschichte
1916: Eröffnung des Tropengenesungsheims am 15. November. Direktor des Difäm und Chefarzt des Tropengenesungsheims war Gottlieb Olpp.

1922: Bau eines Kinderheims für rückkehrende Missionarskinder oberhalb des Tropengenesungsheims.

1939–1945: Im Winter 1939/1940 großer Ansturm heimkehrender Missionare und ihrer Familien aus Ägypten, Palästina und später auch aus Ostafrika. Bis zum Kriegsende waren 2 Stockwerke des Krankenhauses als Lazarett beschlagnahmt.

1945: Das Tropengenesungsheim wird Referenzkrankenhaus der französischen Besatzungszone für alle tropenmedizinischen Behandlungen und Begutachtungen von Soldaten und Fremdenlegionären.

1951: Vertrag mit der Allgemeinen Ortskrankenkasse Tübingen zur Umwandlung des Tropengenesungsheims in ein Krankenhaus. Ab diesem Zeitpunkt war die Klinik auch für die internistische Behandlung von Patienten aus dem Raum Tübingen zuständig. Die Bezeichnung „Tropenheim Paul-Lechler-Krankenhaus“ wurde eingeführt.

1957–1959: Umbau und Erweiterung des Krankenhauses.

1967/1968: Erweiterung der Ambulanz und des Labors mit einem Anbau auf der Südseite der Klinik.

1990: Fertigstellung des Erweiterungsbaues Ost. Die Klinik nennt sich jetzt „Tropenklinik Paul-Lechler-Krankenhaus“.

1991: Gründung des ambulanten Palliativdienstes „Tübinger Projekt häusliche Betreuung Schwerkranker“.

1994: Die Klinik wird Mitglied im neugegründeten Geriatrischen Zentrum am Universitätsklinikum Tübingen. Ausbau der medizinischen Akutversorgung älterer kranker Menschen.

2007: Einrichtung eines palliativ-geriatrischen Schwerpunkts mit 6 Betten.

2014: Einweihung der gemeinsamen Palliativstation des Universitätsklinikums Tübingen und der Tropenklinik Paul-Lechler-Krankenhaus unter dessen Trägerschaft mit 10 Betten.

2015: Beginn der Bauarbeiten für das neue Bettenhaus, welches am 25. Juni 2017 eingeweiht wurde. 
Der historische Krankenhaus-Altbau auf der sogenannten Lechlerhöhe mit Sicht auf fast die gesamte Schwäbische Alb wurde nach Fertigstellung des Krankenhaus-Neubaus 2017 vererbpachtet und in Residenz Lechlerhöhe umbenannt; bis 2021 entstanden dort über vierzig Seniorenwohnungen.